# آکادمی فیلم اروپا
آکادمی فیلم اروپا (انگلیسی: European Film Academy) گروهی از فیلمسازان اروپایی هستند که در نوامبر ۱۹۸۸ در برلین برای اولین ارائه جایزه فیلم اروپا دور یکدیگر جمع شدند.